# Hunneschans
De Hunneschans, ook wel Hunnenschans of Hunenschans genoemd, is een middeleeuwse ringwalburg aan het Uddelermeer op de Veluwe in de Nederlandse provincie Gelderland. De Hunneschans ligt ten zuidwesten van het dorp Uddel en ten oosten van het Uddelermeer, in de gemeente Apeldoorn.

## Beschrijving
De Hunneschans is vermoedelijk in de tiende eeuw gesticht door de graven van Hamaland als bewaking van de handelsroute vanaf de Veluwe naar de Noordzee. De naam is net als bij hunebedden geen verwijzing naar Hunnen maar mogelijk naar "Hūnen" ofwel Saksen.
De Hunneschans bestaat uit een bijna rond binnenterrein met een doorsnede van circa 100 meter. Rondom ligt een hoge hoefijzervormige aarden wal van ongeveer 30 meter breed en plaatselijk 4 meter hoog, en een droge buitengracht van maximaal 3,5 meter diep. De onderbreking van de omwalling is ongeveer 65 meter. De wal was voorzien van een dubbele palissade met een zandvulling die een soort weermuur moet hebben gevormd. Het gedeelte zonder wal wordt afgesloten door het Uddelermeer, dat vroeger een veel hogere waterspiegel had. Aan de zuidzijde van de wal zijn resten van een poortgebouw van circa 28 meter breed gevonden.
Uit grondsporen is gebleken dat er aanvankelijk op het binnenterrein geen bewoning plaats had. De sporen geven aan dat er in de tweede helft van de dertiende eeuw houten boerderijen binnen de omwalling hebben gestaan. De grootste waren 26 meter lang en 8 meter breed.

## Archeologisch onderzoek
Er zijn verschillende archeologische opgravingen geweest. De eerste vond plaats in 1842 door L.J.F. Janssen, conservator van het Rijksmuseum van Oudheden. Zijn bevindingen publiceerde hij in 1843 in een artikel getiteld "Over de oudste Vaderlandsche schansen, bepaaldelijk de Huneschans aan het Udelermeer".
Tussen 1908 en 1911 deed Jan Hendrik Holwerda in opdracht van koningin Wilhelmina opgravingen. Hij heeft sleuven door de wal en de gracht aangebracht en het binnenterrein onderzocht, waaruit hij concludeerde dat de Hunneschans een verdedigingswerk uit de tiende eeuw zou zijn. Verder kwam hij tot de conclusie dat de gracht water bevatte.
In 1960 is er door A. Bruyn een onderzoek gedaan. In 1966 deed dr. J.G.N. Renaud, de latere buitengewoon hoogleraar in de geschiedenis van de materiële cultuur der middeleeuwen aan de universiteit Utrecht, onderzoek door een kleine sleuf te graven door het zuidelijke walgedeelte. Hiermee doorsneed hij een jongere bouwfase waardoor hij tot de conclusie kwam dat de schans van veel latere datum zou zijn.
In 1983 en 1984 legde H.A. Heidinga het binnenterrein bloot, waardoor hij een completer beeld kreeg van de bouwfases. Na zijn onderzoek wordt algemeen aangenomen dat de eerste aanleg van de Hunneschans dateert uit de tiende eeuw. Dat later in twee, mogelijk drie fasen, de wal opgehoogd is en dat de gracht zeker een keer opnieuw uitgegraven is.

### Inventariserend veldonderzoek
In het begin van de 21e eeuw vond, in opdracht van de Rijksdienst voor het Oudheidkundig Bodemonderzoek (ROB), een inventariserend veldonderzoek bij de Hunneschans plaats. De onderzoekers concludeerden op basis van hun bevindingen, dat "het terrein sporen van menselijke activiteit bevat uit, in ieder geval, het Midden- en Laat Mesolithicum en het Midden Neolithicum". Uit het resultaat van een tweetal boringen in de gracht concludeerde men dat de gracht geen water heeft bevat omdat elke humeuze vulling ontbreekt.